# Josip Tonžetić
Josip Tonžetić (Hutin kod Karlovca, 28. ožujka 1930. - Zagreb, 9. siječnja 2022.) hrvatski klarinetist i pedagog.

## Biografija
Josip Tonžetić je rođen u Hutinu kod Karlovca, 28. ožujka 1930. godine.
Studije klarineta upisao je 1946., a završio je 1954. godine na Muzičkoj akademiji u Beogradu u klasi renomiranog profesora Brune Bruna. 1959. godine osvojio je 1. nagradu na Natjecanju muzičkih umjetnika Jugoslavije.
Godinu dana se usavršavao (1963/1964.) u Parizu kod čuvenog profesora Ulysse Delécluse.

Od 1950. do 1959. je bio prvi klarinetist orkestra Beogradske opere, a od 1959. do 1972. je svirao na mjestu prvog klarinetista orkestra opere HNK u Zagrebu i Zagrebačke filharmonije. Na Muzičkoj akademiji u Zagrebu predavao je od 1960. do 2000., a od 2000. do 2011. iz mirovine kao vanjski suradnik.

## Izvođačka djelatnost
Uspješno je nastupao kao solist na klarinetu. Solistički je nastupao sa Zagrebačkom, Slovenskom, Skopskom i Beogradskom filharmonijom, sa Simfonijskim orkestrom RTZ-a te brojnim komornim sastavima.

## Pedagoška djelatnost
Autor je udžbenika "29 etida za klarinet" tiskanog 1995. godine koji se i dalje koristi u srednjim glazbenim školama u Hrvatskoj i na Muzičkoj akademiji u Zagrebu. Autor je ciklusa od 9 emisija "Razvoj klarineta od orkestra do sola" emitiranog 1990. godine na Hrvatskom radiju. Na Muzičkoj akademiji u Zagrebu predaje klarinet honorarno od 1960. Godine 1965. postaje docent, 1974. izvanredni profesor, 1985. redoviti profesor, a od 2000. do 2011. iz mirovine predaje kao vanjski suradnik. U njegovom razredu je diplomiralo sedamdeset troje studenata, trojica su završili magisterij, a dvojica usavršavanje. Bio je dugogodišnji voditelj ciklusa Mladi za mlade Hrvatske glazbene mladeži koji je javnosti predstavljao istaknute studente Muzičke akademije u Zagrebu. Zbog velikih zasluga u radu Muzičke akademije, 2021. godine dobio je Dekanovo priznanje.

## Diskografija
Od mnogih snimki za radio i televiziju u privatnoj nakladi izdao je CD "Josip Tonžetić" s djelima Geralda Finzija, Johannes Brahms, Louis Spohr i Tihomil Vidošić. U kompilaciji 12 ploča Antologija hrvatske glazbe koju je izdala Matica Hrvatska 1973. godine, kao član Duhačkog kvinteta izvodi djelo Aubade skladatelja Milo Cipra.

## Članci i literatura
- Leksikon jugoslavenske muzike, Zagreb, 1984, sv. I, 467.
- 40 godina Fakulteta muzičke umetnosti (Muzičke akademije) 1937-1977, Univerzitet umetnosti u Beogradu, Beograd, 1977, 106 str.
- 50 godina Fakulteta muzičke umetnosti (Muzičke akademije), Univerzitet umetnosti, Beograd, 1988, 167 str.